# Serie komiksowe DC Comics
Wybrane serie komiksowe DC Comics:
- Action Comics,
- Batman,
- Superman,
- Aquaman,
- Catwoman,
- Detective Comics,
- The Flash,
- Green Arrow,
- Green Lantern,
- Hawkgirl,
- Infinite Crisis,
- Justice League of America,
- Justice Society of America,
- Kapitan Marvel
- Nightwing,
- Strażnicy,
- Teen Titans,
- Wonder Woman.
- Sandman